# Begraafplaats van Lamain
De Begraafplaats van Lamain is een gemeentelijke begraafplaats in het Henegouwse dorp Lamain, een deelgemeente van Doornik. De begraafplaats ligt in het dorpscentrum naast de Sint-Amanduskerk aan de Rue Louis Pion. Deze kleine begraafplaats wordt omgeven door een bakstenen muur en wordt afgesloten door een dubbel hek tussen twee zuilen.

## Britse oorlogsgraven
In de zuidwestelijke hoek van de begraafplaats ligt een perk met 8 Britse militaire graven uit de Eerste Wereldoorlog. Zij waren ingedeeld bij de 74th (Yeomanry) Division en kwamen om tijdens het geallieerde eindoffensief in oktober en november 1918. De graven worden onderhouden door de Commonwealth War Graves Commission waar ze geregistreerd staan onder Lamain Communal Cemetery.